# Sommer-Paralympics 2004/Leichtathletik/Hammerwurf
Die Ergebnisliste der Hammerwurf-Wettbewerbe bei den Sommer-Paralympics 2004 in Athen.

## Männer

### F32-F51
| Platz | Land | Athlet         |
| ----- | ---- | -------------- |
| 1     | GBR  | Stephen Miller |
| 2     | CZE  | Radim Boles    |
| 3     | ALG  | Karim Betina   |